# Cantonul Approuague-Kaw
Cantonul Approuague-Kaw este un canton din arondismentul Cayenne, Guyana Franceză, Franța.

## Comune
- Régina